# 周恩来童年读书处旧址
周恩来童年读书处旧址，即万公馆，系周恩来外祖父住宅，位于江苏省淮安市清河区漕运西路，是中华人民共和国江苏省文物保护单位之一。
1995年4月19日，授予江苏省文物保护单位，是一座近现代历史遗迹及革命纪念建筑物。